# Tal cual lo contamos
Tal cual lo contamos va ser un programa de televisió espanyol vespertí emès diàriament en la cadena Antena 3 i presentat per Cristina Lasvignes, Víctor Sandoval i Isabel Rábago.

## Format
L'espai va ser successor d'un altre magazín vespertí de la cadena, El método por dos, que va ser retirat de la graella tan sols un mes després de la seva estrena deguda als escassos índexs d'audiència.
Seguint el clàssic esquema dels programes de varietats, l'espai inclou actualitat, tertúlies, successos, entrevistes i un repàs a la crònica social. Fou retirat de la graella el juny de 2010 pels baixos índex d'audiència.

## Col·laboradors
Al costat de Lasvignes, van exercir de co-presentadors Juan Luis Alonso (2008-2009), Óscar Martínez (2010), Víctor Sandoval (2009-2010) i Isabel Rábago (2010). Col·laboraren en el programa, entre altres: 
- Ricardo Sanz (2008-2010)
- Ángela Portero (2008-2010)
- Jesús Manuel Ruiz (2008-2010)
- Pepa Jiménez (2008-2010)
- María Eugenia Yagüe (2008-2010)
- Josemi Rodríguez Sieiro (2008-2010)
- Carmen Pardo (2008-2010)
- Aurelio Manzano (2008-2010)
- Gema López (2009-2010)
- Diego Arrabal (2009-2010)
- Estela Goñi (2009)
- Isabel Rábago (2009)
- Antonio Rossi (2009)
- Efrén Reyero (2009)
- Alfonso Egea (2009)
- Antonio Tejado (2009)
- Ricardo Castella (2008-2009)
- Jesús Mariñas (2008)
- Mila Ximénez (2008)
- Antonio Sánchez Casado (2008)

## Reporters
- Javier López
- Israel López
- Desirée Hernández
- Sergio Cuadrado
- Sergi Ferré del Cuerpo